# Червинский, Пётр Петрович
Пётр Петрович Червинский (15 [27] октября 1849, Чернигов — 1931, СССР) — русский земский статистик.

## Биография
Родился 15 (27) октября 1849 года в Чернигове в семье преподавателя духовной семинарии, впоследствии ставшего мировым посредником в Городянском уезде Черниговской губернии. Его брат — Николай Петрович Чирвинский (1848—1920). Отец их умер рано и детей воспитывала мать.
Как и брат, сначала получил военное образование; учился в Полтавском кадетском корпусе (1866) и Константиновском военном училище, из которого в 1868 году ушёл перед самым выпуском и поступил в Санкт-Петербургский земледельческий институт, где учился вместе с братом. На 3-м курсе, в 1870 году стал инициатором студенческих чтений по политическим вопросам и сам прочитал шесть докладов. был арестован 1 декабря 1870 года вместе с профессором А. Н. Энгельгардтом и братом; при обыске отобраны «записки и заметки о бывших революциях и о покушениях на коронованных особ». С 15 по 26 декабря 1870 года содержался в Петропавловской крепостии по постановлению Следственной комиссии от 10 января 1871 года за «враждебное политическое настроение» подлежал высылке к родителям под надзор местных властей и жандармского начальства, но в виду высочайшего повеления «поступить по особому приказанию, данному шефу жандармов» был выслан в Архангельскую губернию под полицейский надзор; жил в ссылке в Холмогорах. Ходатайство матери в августе 1871 года о разрешении закончить образование было оставлено без внимания и только в 1875 году ему было разрешено вернуться в Петербург и окончить Земледельческий институт.
Приглашённый в 1876 году черниговской управой к заведованию земской статистикой, совместно со своими ближайшими сотрудниками (В. Варзаром, А. Русовым, Шликевичем, Семяновским и Филимоновым), Червинский выработал и ввёл в практику особый тип местных статистико-экономических исследований, производимых путём выезда и сбора данных непосредственно на местах по мелким территориальным единицам (межевым или земским дачам). Этот метод был впоследствии принят за образец земствами нескольких губерний и удержался в практике под именем «территориального» или «черниговского» типа земской статистики.
С 1881 года он, как член губернской управы, заведовал статистическими работами черниговского земства (возобновленными после 3-летнего перерыва), которые были исполнены и закончены в большей части губернии под его непосредственным руководством и составили 15 томов «Материалов» (по числу уездов губернии). За свои работы по земской статистике и в частности за статистико-экономическое описание «Кролевецкого уезда» (в котором, кроме обычных статистических сведений, было приведено извлечение из так называемой «Генеральной описи Малороссии» XVIII века и дано сравнение экономического благосостояния крестьянства и казачества во второй половине XIX века и за столетие назад) Червинский получил от министерства государственных имуществ большую золотую медаль графа Киселёва.
Сохранил и после ссылки приверженность народническим идеям; состоял в Чернигове под надзором. С 1875 года печатал свои статьи в газете «Неделя», в «Отечественных записках» за 1880 год была напечатана его статья «Экономические скитания». Некоторые из этих статей, за подписью «П. Ч.», «Черниговец» и др., в то время обратили на себя внимание и вызвали продолжительную и оживлённую полемику по вопросу о «деревне». В феврале 1878 года принимал участие в Чернигове в демонстрации на похоронах В. Г. Величанского.
С 1891 года работал в экономическом отделе Министерства путей сообщения. В это время составил: 
- «Статистико-экономическое описание Южного района казенных железных дорог» (1893),
- «Об оборудовании казенных железных дорог станционными зернохранилищами» (1897),
- «Финансовые итоги и грузооборот перевальной дороги» (1909),
- экономические записки и статистико-экономические материалы различных железных дорог Российской империи.

В 1920—1928 годах был заведующим отделом сельскохозяйственной экономики при Вятской областной сельскохозяйственной опытной станции в Соколовке. К этому периоду относится составленное им сообщение «Разделение б. Вятской губернии на экономические районы».
С 1928 года — пенсионер Всесоюзного общества политкаторжан.
Умер в 1931 году[уточнить].